# Gymnázium Frýdlant nad Ostravicí
Gymnázium Frýdlant nad Ostravicí je všeobecně zaměřené gymnázium na kterém lze studovat čtyřletý nebo šestiletý vzdělávací program, který je zakončen maturitní zkouškou.

## Historie školy
Škola vznikla v roce 1954 jako jedenáctiletá střední škola. Gymnázium bylo až do roku 1982, kdy bylo přestěhováno do budovy na Náměstí T. G. Masaryka, v klášteře a později v domově důchodců. V roce 1960 byly odděleny 9. - 11. třídy a vznikla střední všeobecně vzdělávací škola. V roce 1968 se škole vrátilo název gymnázium, to již bylo čtyřleté. Na gymnáziu studovalo mnoho úspěšných lidí, jako je například RNDr. Michal Pobucký DiS., jenž zastával funkci primátora města Frýdku-Místku dvě volební období.